# Aigialeus
Aigialeus (Oudgrieks Αἰγιαλεύς / Aigialeús) is in de Griekse mythologie de mythische stichter van de stad Aigialeus, later hernoemd tot Sicyon.
Er deden twee mythen de ronde over zijn afkomst. Volgens de Bibliotheca van pseudo-Apollodorus was hij de zoon van de riviergod Inachos van Argolis en Melia (een Oceanide) en de broer van Io, Mykene en Phoroneus. Hij zou volgens deze overlevering overleden zijn zonder erfgenaam.
Volgens Pausanias was hij een autochthonos uit de regio van Sicyon. Hij was de vader van Europs, die op zijn beurt de vader was van Telchis, die vervolgens vader was van Apis.

## Antieke bronnen
- Pseudo-Apollodorus, II 1.1.
- Pausanias, II 5.